# Ведемарк
Ведемарк (нем. Wedemark) — община в Германии, в земле Нижняя Саксония.
Входит в состав района Ганновер. Население составляет 29 063 человека (на 31 декабря 2010 года). Занимает площадь 173 км².
Коммуна подразделяется на 17 сельских округов.
| Год  | Население |
| ---- | --------- |
| 1990 | 24 414    |
| 1995 | 25 933    |
| 2000 | 27 890    |
| 2005 | 29 054    |
| 2010 | 29 108    |